# ヴァイラル (映画)
『ヴァイラル』（Viral）は、2016年に配信されたアメリカ合衆国のホラー映画。監督はヘンリー・ジューストとアリエル・シュルマン、出演はソフィア・ブラック・デリアとリオ・ティプトンなど。謎の寄生虫に取りつかれた人々の恐怖を描いたサスペンススリラー。

## ストーリー
ドレイクフォード一家はカリフォルニア州の住宅街に引っ越してきたばかりであった。妹のエマはコミュニティに溶け込むのに苦労していたが、姉のステイシーは新しい友人どころか恋人（CJ）も作っていた。しばらくして、エマはようやく近所に住むエヴァンと親しくなることができた。その頃、2人の両親の関係は冷え切る一方で、ついには母親が家を出て行く事態に至った。ほどなくして、エマの親友が学校で奇妙な振る舞い―やたらと急いで物を食べたり、咳き込んで出血したりするなど―をするようになった。ある日、彼女は学校の駐車場で倒れてしまった。エマともう一人の少年が介抱しようとしたところ、彼女は突然少年に向かって血を吐き出した。その後、エマは近所で謎の寄生虫が発生していることを知った。
翌日、2人の父親（マイケル）は空港に妻を迎えに行ったが、その直後、一家が暮らす地区が政府によって完全に封鎖されてしまった。そのため、マイケルは娘2人と連絡を取ることすらままならない状態に陥った。
事態が緊迫していることを知らないまま、ステイシーとエマはパーティーに参加していた。パーティーの最中、ステイシーはCJが見知らぬ女性と性行為に及んでいるのを目撃してしまった。ちょうどそのとき、参加者の一人が突然暴れ出した。その少年はステイシーに向かって血を吐いた。エマも少年に襲われたが、間一髪の所でエヴァンに救い出された。ステイシーは徐々に行動がおかしくなり、首のあたりに謎のできものができていた。
ステイシーが正気と狂気の間を行ったり来たりする中、エマとエヴァンは生き残るための道を必死で探すのだった。

## キャスト
- エマ・ドレイクフォード: ソフィア・ブラック・デリア（英語版）
- ステイシー・ドレイクフォード: リオ・ティプトン
- エヴァン・クライン: トラヴィス・トープ（英語版）
- CJ: コルソン・ベイカー（マシン・ガン・ケリー）
- マイケル・ドレイクフォード: マイケル・ケリー
- ミスター・トゥーミー: ジョン・コスラン・Jr
- ビル: ストーニー・ウェストモアランド
- グレイシー・ルメイ: リンジー・グレイ
- ミセス・トゥーミー: ジュディアン・エルダー（英語版）
- 背の高い子供: フィリップ・レーブス
- タラ・ドネリー: ブリアンヌ・ハウイー（英語版）

## 製作
2014年4月29日、ヘンリー・ジュースト監督とアリエル・シュルマン監督の新作映画にリオ・ティプトンが起用されたと報じられた。5月1日、ソフィア・ブラック・デリアの出演が決まった。14日、リンジー・グレイの起用が発表された。23日、マイケル・ケリーがキャスト入りした。

## 公開・マーケティング
当初、本作は2016年2月19日に全米公開される予定だったが、後に公開スケジュールから引き上げられた。結局、本作の劇場公開は取りやめとなり、同年7月29日に配信スルーとなった。
2016年6月29日、本作のオフィシャル・トレイラーが公開された。8月4日、本作のサウンドトラックが発売された。

## 評価
本作に対する批評家の評価は平凡なものに留まっている。映画批評集積サイトのRotten Tomatoesには16件のレビューがあり、批評家支持率は56%、平均点は10点満点で4.8点となっている。